# Agustí Centelles i Ossó
Agustí Centelles i Ossó (Valencia, 22 maggio 1909 – Barcellona, 1º dicembre 1985) è stato un fotoreporter spagnolo.
Sebbene non molto noto al di fuori del suo paese, si distingue fra i creatori del fotogiornalismo in Spagna dove, assieme a più celebri fotografi provenienti da tutta Europa, ha documentato principalmente la guerra civile spagnola.

## Biografia
Lavora dapprima come apprendista presso il laboratorio di un ritrattista a Barcellona, per poi iniziare a collaborare con diverse testate quali La Vanguardia, Diario de Barcelona, La Publicitat e Ultima hora. Ma è alla guerra civile che si devono i suoi scatti più importanti, in occasione ad esempio dei combattimenti di Teruel e di Belchite e il bombardamento di Lerida.
Nel 1939, con la vittoria del franchismo, si rifugia in Francia in esilio. Durante il governo di Vichy viene imprigionato nel campo di concentramento di Bram, dove nonostante la detenzione riesce ad allestire un piccolo laboratorio fotografico. Riesce a fuggire dal campo nel 1942, grazie a un permesso per il lavoro esterno, e va a far parte della Resistenza, per la quale svolge l'attività di falsificare documenti.
Con la fine della seconda guerra mondiale torna in Spagna e si consegna alle autorità. Vive da allora in libertà vigilata. Riesce a far conoscere il suo materiale fotografico, conservato fortunosamente fino ad allora in Francia, solo dopo la fine del franchismo.
Nel 1984 riceve dal ministero della cultura spagnolo il Premio Nacional de Fotografia nel contesto del Premio Nacional Artes Plásticas de España. L'archivio fotografico di Centelles è conservato presso il ministero.
Centelles fece parte della Massoneria.